# Gattyana ciliata
Gattyana ciliata  (лат.) — вид морских многощетинковых червей семейства Polynoidae из отряда Phyllodocida. Самый крупный представитель рода Gattyana.

## Описание
Встречаются в водах северной части Тихого океана (от Курил до Аляски) и Северного Ледовитого океана. Длина сплющенного тела достигает 80 мм. Все нотохеты имеют волосковидный кончик. На простомиуме три пары антенн (Polynoinae) и глаза на омматофорах. Перистомальные усики с циррофорами. Простомиум разделён медиальным желобком на две части. Параподии двуветвистые. Все щетинки (сеты) простые
.